# Chalmerska huset
Chalmerska huset, ibland stavat Chalmersska huset, är en trevåningsbyggnad i kvarteret Kommerserådet nummer 2 vid Södra Hamngatan 11 i Göteborg. Huset är namngivet efter William Chalmers och uppfördes 1805-1807 efter ritningar av Carl Wilhelm Carlberg. Chalmerska huset anses som ett av Carlbergs viktigaste verk och huset förklarades som byggnadsminne 28 januari 1980 avseende exteriör samt del av interiör.

## Historia

### Tomten
Det var tolagsskrivaren Johan Casparsson Poppelman som 1645 hade ett hus på tomten för dagens Södra Hamngatan 11. Troligen låg huset mot Drottninggatan, eftersom det mot norr bara fanns en stig längs stranden. Här låg endast magasin och uthus, som man kom till via strandens bryggor. Först efter branden den 14 april 1721 fick Södra Hamngatan sitt nuvarande utseende. Nästa tomtägare blev borgmästaren i Borås, Anders Gunnarsson Stillman, som gift sig med Poppelmans dotter Emerentia. När Emerentia blivit änka sålde hon 1682 tomten till handlanden och rådmannen Henrik Eilking d.y., som 1695 i sin tur överlät den för 2 800 daler silvermynt till handlanden Jacob Radhe, gift med Catharina Tham (1675-1746). Efter att Radhe avlidit 1706, gifte hans änka om sig 1710 med överinspektören över sjötullarna Hieronymus Berger (1649-1713), adlad Gripenstedt. Tomten blev kvar i Catharina Thams ägo åtminstone in på 1720-talet.
År 1732 lät vingrosshandlaren och konvojkommissarien Johan Christian Selle (1702-1783) bygga ett tvåvånings trähus med sadeltak och takkupor på tomten, som 1783 såldes till grosshandlaren Johan Petter Holterman (1757-1793) och dennes broder, köpmannen Niclas Holterman (1758-1824). Kanslirådet och direktören i Svenska Ostindiska Companiet William Chalmers köpte den ombyggda och kraftigt upprustade fastigheten i början av 1795 för 8 000 riksdaler riksgälds.

### Storbranden 1802
Den 20 december 1802 klockan 02.30 på morgonen började det att brinna på tredje våningen i buntmakare Langes trähus vid Kyrkogatan i kvarteret Bokhållaren. Göteborgs domkyrka samt omkring 180 hus och gårdar förstördes, däribland William Chalmers. Efter eldsvådan lyckades Chalmers få hyra en våning av trähandlare Niclas Arfwidsson (1747-1813) i huset Södra Hamngatan 29. Det var ett stenhus - det enda som fanns vid denna del av Södra Hamngatan - där nu Chalmers flyttade in med sitt hushåll, som förutom honom själv bestod av en lakej, en kusk, en kock och två pigor.
Efter eldsvådan köpte Chalmers även den avbrända baktomten 4 roten nr. 104 av frimurarna, för vilken han fick betala 444 riksdaler, 21 skilling och 4 rst. Tomten uppgavs vara belägen "...mellan änkan Sjögårds tomt i öster och handelsman Alexander Reimers i väster", vilket motsvarar delar av dagens Drottninggatan. Det blev stadsarkitekten i Göteborg Carl Wilhelm Carlberg som nu fick uppdraget att rita ett nytt hus på de två sammanslagna tomterna.

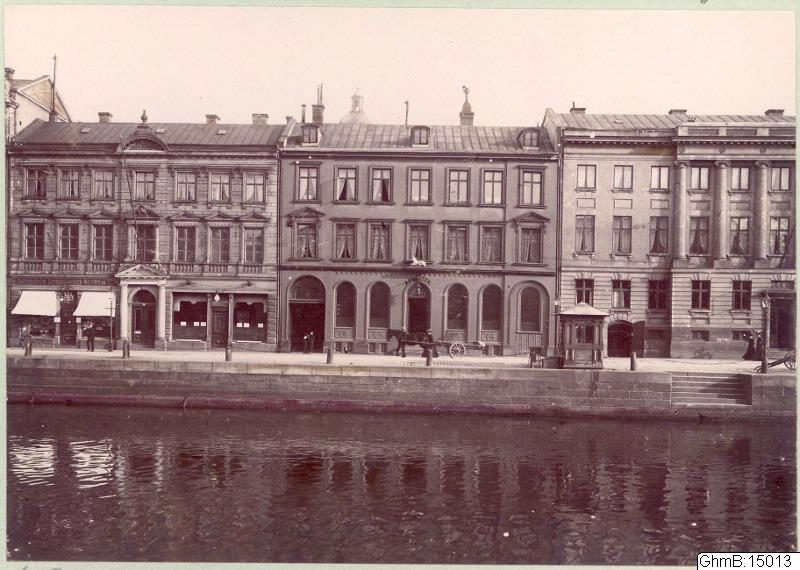
Längst till höger i bild (delvis beskuret), ligger Chalmerska huset. Foto från 1902.
Bildsamlingen vid Göteborgs stadsmuseum.

### Huset
Huset är uppfört i tre våningar över en lägre souterrainvåning med små källarfönster och två kraftiga järnportar. Liksom den däröver liggande bottenvåningen, är även denna rusticerad, och mellan dem finns infällda rektanguitter. Via en låg fritrappa med tre trappsteg, kommer man upp till den i mittaxeln belägna portalen. Portalen har en omfattning i form av en enkel ädikula bestående av två pilastrar som bär upp ett entablement som består av en odekorerad fris och en kornisch i form av tandsnitt.
De två översta våningarna är däremot slätputsade, och mellan dem finns en rad tavletter. Mittrisaliten pryds av sex engagerad kolonner i den joniska ordningen huggna i sandsten, samtliga är i kolossalordning.
Ovan kolonnerna löper en arkitrav och fris i hela husets längd, frisen är prydd i mittrisaliten med runda medaljonger. Ovan denna en gesims i form av tandsnitt. Byggnaden kröns av en låg attika med infällda fält innehållande meanderbårder, attikan är snarlik den på Gunnebo slott som också skapades av Carlberg. Taket ovan detta är svagt lutande.
Huset utformades med två kringbyggda gårdar varav en hade kontakt med bakgården mot Drottninggatan. Här fanns stall för fem hästar, vagnbodar, hövind med mera. Källarvåningen var välvd och avsedd som lager och magasin. Bottenvåningen innehöll kontor, kök och ett tiotal rum. En trappa upp låg paradvåningen med salong, kabinett, förmak och rummen som alla låg i fil mot gatan. Två trappor upp fanns enklare bostadsrum.

### Chalmers död
William Chalmers dog 1811 på egendomen Gårdsten utanför Göteborg. Han hade också stort bibliotek med böcker på många språk och i olika vetenskapliga och litterära ämnen. Huset på Södra Hamngatan värderades till 40 000 riksdaler banco. Efter William Chalmers död övergick huset till hans två bröder och arvingar, den "...ännu i Canton wistande Chef-Super Cargeur wid förra Swenska Ost-Indiska Compagniets Contoir därstädes Herr James Chalmers, och handlanden i London Herr Charles Chalmers". Men redan 12 februari 1813 inropades fastigheten på auktion av kommerserådet Bernt Harder Santesson (1776-1862). Han bodde själv i huset under tio år, men eftersom han var riksdagsman i 25 år tillbringade han sin mesta tid i Stockholm och hyrde under tiden ut huset. Det är efter honom kvarteret har fått sitt namn, Kommerserådet. Enligt auktionsprotokollet skulle affären gälla: "Ett tre vånings stenhus, som å nedre botten innehöll 17 rum, kök, skafferi, tvättstuga med inmurad kopparpanna och bagarstuga, i mellanvåningen 18 rum, varav 3 oinredda, jämte kök och skafferi och i 3dje våningen 13 rum med rum ovanpå". En större och tre mindre välvda källare fanns under gathuset och dessutom fanns ett gårdshus med ett stort välvt rum med mangelvind över, avträde, stall för fem hästar, stallkammare och hövind samt två vagnbodar med vedvind över, som också ingick. Priset blev 66 666 riksdaler 32 skilling banko.

### Carnegieska huset
Grosshandlare David Carnegie d.y. blev nästa ägare. Han köpte huset den 18 mars 1839 för 55 000 riksdaler banko, med "...därtill hörande nagelfast Innanrede samt där befintlige Trumeauer, Innanfönster, Kakelugnsdörrar af Messing, Två Consollbord och Två Ljuskronor jemte en Mangel och Brandredskap". Man flyttade hit firmans kontor och använde källarna som lager för porter. Huste användes också som bostad för några av brukets högre tjänstemän. Chalmerska huset fick nu heta det "Carnegieska huset" under många år. Carnegie återvände dock till Stronvar i Skottland 1841, och det blev hans kompanjon Oskar Ekman som tog över skötseln av deras verksamhet och dessutom flyttade in i huset på Södra Hamngatan 11 1849, vilket han även köpte 1862 för 130 000 kronor. Ekman bodde dock bara i fastigheten till 1863 då han flyttade till ett hus som han köpt vid Stora Nygatan, men stod kvar som ägare fram till 1900 då fastigheten togs över av firman AB D. Carnegie & Co för 325 000 kronor. År 1907 övergick den till Fastighetsaktiebolaget D. Carnegie & Co. för 335 500 kr. Sedan porterbruket och sockerbolaget 1910-15 flyttat sina kontor ut till fabrikerna, blev husets mellanvåning reparerad, vilket tillsammans med tredje våningen fungerade som bostad för Gustaf Ekman med familj till dennes död 1930. Under sitt Nobel-besök i Göteborg 1923 bodde  Albert Einstein som gäst i huset.

### Banken
Oscar Ekman med flera startade den 1 april 1864 Skandinaviska Kreditaktiebolaget i ett rum på cirka 40 kvadratmeter i husets bottenvåning. Hyran för rummet var satt till 1 350 riksdaler om året. Genom en spiraltrappa var det i förbindelse med Chalmers tidigare rum, den "Stora Salen" i mellanvåningen, där nu bankens förste verkställande direktör, Theodor Mannheimer, höll till. Med tiden måste banken expandera sina lokaler, vilket först skedde genom att man kunde nyttja några rum i mellanvåningen, och vid styrelsesammanträdena använde man Chalmers stora salong. Vid ingången av 1866 hade banken 12 anställda.
Företaget fanns kvar här till 1882 då det fick ett eget, nytt bankpalats på en av granntomterna, Västra Hamngatan 6/Drottninggatan 10 som ritades av arkitekterna Axel och Hjalmar Kumlien (1837-1897) (nuvarande Antikhallarna). Banken hade då övertagit fastigheten redan den 27 december 1928. 
Det var på förslag av bland annat dåvarande verkställande direktören i Göteborg, Erik Lundh, och under ledning av museicheferna Göran Axel-Nilsson och Stig Roth kunde restaureringen av Chalmerska våningen genomföras 1950. Det Chalmerska husets paradrum återställdes och möblerades med nya möbler gjorda efter Carlbergs ritningar för Gunnebo. 
År 1992 öppnades "Bankmuseet". Det har lokaler i Chalmerska huset på Södra Hamngatan 11 och i före detta Skandinaviska Bankens valv på Västra Hamngatan 4. Byggnaden har en passage som leder till bankvalvet i källaren vid Västra Hamngatan 4. I det Chalmerska huset finns en utställning om S-E Bankens historia och en bankinteriör med 1800-talskaraktär, inrett 1974. Bankvalvet med sina bankfack och inredning är mycket välbevarade. Här visas mynt, sedlar och medaljer.
SEB donerade 2006 det Chalmerska huset till Chalmers tekniska högskola. Bankens verkställande direktör, Annika Falkengren, överlämnade personligen gåvan till Chalmers då nya rektor Karin Markides och Kurt Eliasson, ordförande i Stiftelsen Chalmers tekniska högskola. Det uppskattade värdet av byggnaden var då närmare 30 miljoner kronor.

### Övrigt
Två trappor upp i det Chalmerska huset föddes skalden Ernst Daniel Björck 25 september 1838. Hans far Gustaf Daniel Björck var vid den tiden domkyrkoadjunkt och stadskateket.